# 梅森城 (內布拉斯加州)
梅森城（英語：Mason City）是位於美國內布拉斯加州卡斯特縣的村。

## 人口
根據2020年美國人口普查的數據，梅森城的面積為1.23平方千米，皆為陸地。當地共有人口151人，而人口密度為每平方千米123人。